# Wieczorne dzwony
Wieczorne dzwony (serb.-chorw. Večernja zvona / Вечерња звона) – jugosłowiański dramat wojenny z 1986 roku w reżyserii Lordana Zafranovicia, zrealizowany na podstawie powieści Drzwi żywota autorstwa Mirko Kovača. Trzeci z filmów tworzących cenioną trylogię wojenną tegoż reżysera.

## Fabuła
Historia o wzlotach i upadkach chorwackiego komunisty, Tomislava K., zarówno przed II wojną światową, jak i w jej trakcie oraz w okresie powojennym. Burzliwy okres przemian w Jugosławii lat 1926-1948 ukazany zostaje za pośrednictwem jednostki bezsensownie kończącej życie w komunistycznym więzieniu za fałszywe oskarżenie o bycie zwolennikiem Stalina.

## Obsada
- Rade Šerbedžija jako Tomislav K.
- Petar Božović jako Stjepan
- Neda Arnerić jako Meira
- Miodrag Krivokapić jako Dimitrije
- Ljiljana Blagojević jako Rosa
- Mustafa Nadarević jako Matko
- Irfan Mensur jako Milutin
- Ivo Gregurević jako Djurica
- Žarko Potočnjak jako Kruno
- Zdenka Anušić jako Nura
- Stevo Žigon jako Paolo Menze
- Hermina Pipinić jako matka Meiry
- Vida Jerman jako ciotka Meiry
- Mia Oremović jako ciotka Meiry
- Uroš Tatomir jako Slavko Kvaternik
- Zvonko Lepetić jako ustasz
- Nada Subotić jako zakonnica
- Jadranka Matković jako przeorysza
- Slavko Juraga jako pijany Niemiec